# کندی کراش ساگا
کندی کراش ساگا یا افسانهٔ کندی کراش (به انگلیسی: Candy Crush Saga) یک بازی ویدئویی تک‌نفره پازل برای سکوهای فیس‌بوک، ادوبی فلش، آی‌اواس، اندروید است که توسط کینگ.کام توسعه و نشر پیدا کرده‌است.

## گِیم پلِی
انواع آب‌نباتهای رنگارنگ در بازی وجود دارد که باید این آبنبات‌ها به‌درستی حذف شوند. این بازی با امتیاز ۴٫۴ از ۵ در گوگل پلی یک بازی محبوب وبرون‌خط محسوب می‌شود.

## گرافیک بازی
گرافیک این بازی از کیفیت بسیار بالایی برخوردار است و به‌صورت اچ‌دی طراحی شده‌است.

## افتخارات بازی
این بازی توانسته‌است در بسیاری از فستیوال‌های بازی‌های دیجیتال برندهٔ جایزهٔ بهترین بازی‌های کودکانه شود.